# Evangelho de Eva
O Evangelho de Eva é um texto gnóstico quase que totalmente perdido hoje em dia e parte dos Apócrifos do Novo Testamento. É provável que o texto seja o mesmo que também aparece com o nome de Evangelho da Perfeição.

## A obra
O único conteúdo conhecido dele se resume a umas poucas citações feitas por Epifânio de Salamina (Panarion, 26), um Pai da Igreja que criticou o modo como os borboritas o utilizavam para justificar o amor livre, praticando o coitus interruptus e comendo sêmen como um ato religioso. Enquanto alguns grupos libertinos gnósticos defendiam que uma vez que a carne é intrinsecamente má, deveríamos simplesmente reconhecer isto através de relações sexuais ilimitadas, a grande maioria dos gnósticos seguiu pelo caminho inverso, do extremo ascetismo.

## O texto
Os gnósticos tipicamente escreviam em múltiplos níveis, embutindo em seus textos complicados significados místicos esotéricos ao invés de seguir uma interpretação básica. É possível que Epifânio tenha falhado em perceber isto e apenas leu o texto no sentido literal. A citação que Epifânio alega ter relação com sêmen é esta:
| “ | Eu permaneci em uma sublime montanha e vi um homem enorme, e outro, um anão; e eu ouvi como se houvesse uma voz de trovão e me aproximei para ouvir; e Ele falou comigo e disse: E sou tu e tu és Eu; e onde quer possas estar eu estou lá. Em tudo Eu estou esparramado [ou seja, o Logos como semente ou "membros"] e sempre que tu quiseres, tu Me recolhes; e Me recolhendo, recolhes a ti mesmo. | ” |
|   | — Evangelho de Eva, citado em Panarion, Epifânio de Salamina. |   |

Esta outra passagem, diz Epifânio, significa o ciclo menstrual (compare com «No meio da sua rua, e de um e de outro lado do rio, achava-se a árvore da vida, que dava doze frutos, produzindo em cada mês o seu fruto; e as folhas da árvore servem para a cura das nações.» (Apocalipse 22:2)).
| “ | Eu vi uma árvore que dava doze frutos [um] cada mês e ele disse para mim: esta é a Madeira da Vida.. | ” |
|   | — Evangelho de Eva, citado em Panarion, Epifânio de Salamina..                                       |   |

## Interpretação
De acordo com os naassenos, isto refletiria a "semente disseminada no cosmos do Homem Primordial, através do qual todo o univero se consumou". O esparramamento do Logos e o posterior recolhimento relembra os mitos de Osíris e de Dioniso. Um tema similar está presente num "Evangelho de Filipe", citado também por Epifânio no mesmo capítulo:
| “ | Eu reconheço a mim mesmo e recolho-me novamente de todos os lados; Eu não semeei filhos para o regente, mais eu arranquei suas raízes e recolhi [meus] membros que estavam espalhados no exterior; Eu reconheço quem és, pois eu sou dos reinos superiores. | ” |
|   | — Evangelho de Filipe citado em Panarion, 26, Epifânio de Salamina. |   |

## Outras referências
A referência ao trovão é remete ao texto gnóstico O Trovão, Mente Perfeita.
Em anos recentes, o uso sacramental de líquidos corporais é prática na Ordo Templi Orientis. Já o movimento gnóstico fundado por Samael Aun Weor (Gnose) defende o coitus reservatus, onde o sêmen jamais é derramado.